# ネイザン・モリス
ネイザン・バーソロミュー・モリス（Nathan Bartholomew Morris、1971年6月18日 - ）はアメリカ合衆国ペンシルベニア州フィラデルフィア出身の黒人シンガーで、アレックス・ヴァンダープール（Alex Vanderpool、初期のBoyz II Menでのニックネーム）としても知られている。Boyz II Menのオリジナルメンバーの一人である。

## 略歴
ネイザンはBoyz II Menのメンバーの中でもっとも多才で、非常に低い声域や高い声域を持っており、ベース、テノール及びソプラノを担当している。
日本においては、2002年4月に小柳ゆきとのコラボレーションアルバム『intimacy』（East West/Warer）において、ショーン･ストックマン（Boyz II Menメンバーの一人）とともに全曲の作曲、プロデュースを担当した。
2007年7月に、アカデミー・オブ・ミュージック (Hits Village New York)の名誉校長に就任した。